# Петропавловська сільська рада (Катайський район)
Петропа́вловська сільська рада (рос. Петропавлвоский сельский совет) — сільське поселення у складі Катайського району Курганської області Росії.
Адміністративний центр та єдиний населений пункт — село Петропавловське.
Населення сільського поселення становить 482 особи (2017; 554 у 2010, 751 у 2002).